# Paternoster (bier)
Paternoster is een Belgisch bier van hoge gisting.
Het bier wordt gebrouwen in opdracht van “Paters en Prinsen” uit Scherpenheuvel-Zichem.

## Achtergrond
"Paters en Prinsen" is de verzamelnaam voor een reeks initiatieven en producten om de streek tussen Nete en Demer (het gebied op de grens tussen de provincies Antwerpen, Limburg en Vlaams-Brabant) op een positieve manier op de kaart te zetten. Paters en Prinsen is een realisatie van Bvba Etcetera en Co van Rudi Daems, die tot juni 2009 Vlaams volksvertegenwoordiger was voor Groen!. Paters en Prinsen richt zich onder meer op streekproducten, waaronder streekbieren. De naam "Paters en Prinsen" verwijst naar de abdijen van Tongerlo en Averbode die in de omgeving liggen, en naar prinselijke aanwezigheid zoals in het Kasteel van Westerlo. De naam van het bier, "Paternoster" (Latijn voor "Onze Vader"), heeft alles te maken met de religieuze aanwezigheid in de streek. Toch prijkt op de etiketten geen religieus figuur, maar een “dame met pit”.

## Bieren
Er zijn 2 varianten van Paternoster:
- Paternoster Donker is een bruin dubbel streekbier van hoge gisting met een alcoholpercentage van 8%. Het wordt gebrouwen door Microbrouwerij Achilles (bekend van de Serafijn-bieren) in De Proefbrouwerij te Lochristi in opdracht van Paters en Prinsen, op basis van een recept van Willy Maes. Paternoster Dubbel wordt gebrouwen sinds september 2009.
- Paternoster Tripel is een blonde  tripel met een alcoholpercentage van 8%. Oorspronkelijk werd het gebrouwen door Brouwerij Lupus (bekend van de Wolf-bieren) te Aarschot in opdracht van Paters en Prinsen, vanaf 2013 wordt het gebrouwen door Brouwerij Anders! te Halen. Het bier wordt gebrouwen sinds april 2011 naar een recept van Peter Van der Borght (van brouwerij Lupus).